# Husztbaranya
Husztbaranya (ukránul: Боронява [Boronyava] vagy Бороньяво [Boronyavo]) falu Ukrajnában, Kárpátalján, a Huszti járásban.

## Fekvése
Huszttól északra, a hasonló nevű folyó mellett fekvő település. 

## Története
Husztbaranya nevét 1389-ben Baranya néven említette először oklevél. Nevének eredetét az egykor itt levő gyepűvel hozzák kapcsolatba. Első ismert birtokosa a magyar Nagy család volt, melynek egyik tagját, Oszvaldot 1449-ben említette egy oklevél, aki azért tiltakozott, mert a huszti polgárok el akarták foglalni a falut.
A település az 1400-as évek végén, már csak mint Huszt pusztája volt említve, népessége csak a 18. század végére kezdett újból növekedni.

## Közlekedés
A települést érinti a Bátyú–Királyháza–Taracköz–Aknaszlatina-vasútvonal.
A Huszt–Técső közötti bekötőúton érhető el.

## Nevezetességek
- Bazilita kolostor – a 18. században alapították, műemlék.